# Îles Nuageuses
Îles Nuageuses (Oblačni otoci na hrvatskom, nazvani tako zbog svoje klime) sastoje se od skupine malih otoka koji su dio otočja Kerguelen, francuskog teritorija u južnom Indijskom oceanu. Oni su važno mjesto za razmnožavanje morskih ptica, posebno pingvina i albatrosa, te medvjeda.
Otoci su slobodni od unesenih vrsta i stoga su prekriveni gustom subantarktičkom vegetacijom do oko 200 m nadmorske visine. Ljudski posjetitelji su rijetki.

## Geografija
Skupina se nalazi u sjeverozapadnom području otočja. Nalazi se oko 15 km sjeverozapadno, preko kanala Jean-Baptiste Charcot, od vrha poluotoka Loranchet, najsjevernijeg produžetka Grande Terrea, glavnog otoka otočja Kerguelen. Otoci su vulkanskog podrijetla.
Glavni otoci Nuageuses su Île de Croÿ, Île du Roland, Île d'Après i Îles Ternay, s malim Île Clugny nekih 12 km južno od ostalih. Daleko na sjeveru nalazi se Îlot du Rendez-vous. Najviša točka u skupini je na nešto više od 500 m nadmorske visine, a obale su uglavnom strme litice.
Na arhipelagu postoji jedno jezero, Lac Claudine, veličine 400 m2.

## Povijest
îles Nuageuses su prvi put viđeni tijekom druge ekspedicije Yvesa Josepha de Kerguelena de Trémareca 1773. Naziv su dobili po magli kojom su često obavijeni vrhovi njihovih litica, a James Cook ih je 1776. nazvao Oblačnim otocima.

## Važno područje za ptice
Îles Nuageuses, uključujući Île Clugny, identificirani su kao 240. km 2 Važno područje za ptice (IBA) BirdLife Internationala. Na otocima se gnijezdi najmanje 25 vrsta ptica. Pingvini uključuju 7 500 parova žutonogih pingvina, 35 000 parova krunatih pingvina (Eudyptes moseleyi) i do 50 000 parova zlatnouhih pingvina (Eudyptes chrysolophus). Postoji 1800 parova žutokljunih albatrosa (Thalassarche melanophris), 7800 parova sivoglavih albatrosa (Thalassarche chrysostoma), 50 parova kerguelenskih albatrosa (Thalassarche carteri), oko pet parova albatrosa lutalica (Diomedea exulans) i nešto sivih albatrosa (Phoebetria palpebrata). Ostale ptice koje se gnijezde na otocima uključuju antarktičke zovoje (Pachyptila desolata), kratkokljune zovoje (Aphrodroma brevirostris), bjelobrke zovoje (Procellaria aequinoctialis), šarenonoge burnice (Oceanites oceanicus) i burnice njorke (Pelecanoides urinatrix), kao i crnokljune uzdašice (Chionis minor). Tu je i mali broj sjevernih velikih burnjaka (Macronectes halli), kerguelenskih vranaca (Phalacrocorax verrucosus), kerguelenskih patki (Anas eatoni) i sivorepih čigri (Sterna virgata).
Postoji i velika kolonija za razmnožavanje tuljana Arctocephalus gazella.